# Альтфатер, Дмитрий Васильевич
Дми́трий Васи́льевич Альтфа́тер (1874—1931) — генерал-майор Русской императорской армии, герой Первой мировой войны.

## Биография
Из дворян Санкт-Петербургской губернии. Лютеранин. Сын начальника Санкт-Петербургского арсенала, генерал-лейтенанта Василия Егоровича Альтфатера (1842—1909).
Окончил реальное училище Гуревича (1891) и Михайловское артиллерийское училище (по 1-му разряду; 1894), откуда был выпущен подпоручиком в 23-ю артиллерийскую бригаду (Гатчина). В августе 1895 года был переведен в Лейб-гвардии 1-ю артиллерийскую бригаду (С.-Петербург).
Чины: подпоручик гвардии (1895), поручик гвардии (за отличие по службе; 1898), штабс-капитан гвардии (за отличие по службе; 1900), капитан гвардии (за выслугу лет; 1904), полковник гвардии (на вакансию; 1910), генерал-майор (за отличия…; 1916).
Окончил Михайловскую артиллерийскую академию (основной и дополнительный курс — по 1-му разряду; 1899) и Офицерскую артиллерийскую школу («успешно»). После учёбы в Академии, в Офицерской артиллерийской школе, возвращался на службу в Лейб-гвардии 1-ю артиллерийскую бригаду.
23 июня 1911 года полковник Альтфатер был назначен командиром 5-й батареи Лейб-гвардии 1-й артиллерийской бригады, с которой вступил в Первую мировую войну. За отличия в боях был удостоен многих наград, в том числе ордена Святого Георгия 4-й степени и Георгиевского оружия.
В апреле 1915 года переведен на должность командира 1-й батареи Лейб-гвардии 1-й артиллерийской бригады. 22 февраля 1916 года назначен командиром 2-го дивизиона той же артиллерийской бригады, а 23 августа 1916 года — командиром 36-й артиллерийской бригады. С 17 марта 1917 года командовал Лейб-гвардии 1-й артиллерийской бригадой, переименованной в августе 1917 года на «Петровскую Бомбардирскую бригаду». 7 октября 1917 года был назначен исправляющим должность инспектора артиллерии 39-го армейского корпуса (Особая армия, Юго-Западный фронт); в начале 1918 года 39-й армейский корпус был демобилизован революционным правительством Советской России и упразднён.
В 1918 году Д. В. Альтфатер — в украинской армии (переименован в чине на генерального хорунжего). С 7 сентября 1918 года был командиром 1-й тяжёлой артиллерийской бригады и инспектором артиллерии. С 23 февраля 1919 года — начальник артиллерии 1-го Волынского корпуса армии УНР. 16 мая 1919 года был взят в плен под Луцком польскими войсками.
В мае 1919 года вступил добровольцем в Западную добровольческую армию, был инспектором артиллерии в Добровольческом имени графа Келлера корпусе. Затем занимал ту же должность в Русской Западной армии, а с ноября 1919 года — в Особом русском отряде в Германии.
С 9 января 1920 года состоял командующим русскими войсками в Германии. Был награждён Мальтийским крестом 3-й степени.
До 1926 года жил в Целле (Нижняя Саксония), возглавлял там русскую колонию, затем переехал в деревню Больтерзен.
Умер в 1931 году в д. Больтерзен, похоронен на кладбище Нелие, в 4 км от Больтерзен (Германия).

## Награды
- Орден Святого Станислава 3-й степени (ВП от 02.03.1900)
- Орден Святой Анны 3-й степени (06.12.1906; ВП от 30.12.1906)
- Орден Святого Станислава 2-й степени (ВП от 06.12.1911)
- Орден Святой Анны 2-й степени (ВП от 06.12.1913)
- Орден Святого Владимира 4-й степени с мечами и бантом (ВП от 28.10.1914)
- мечи к ордену Святой Анны 2-й степени (ВП от 12.02.1915)
- Орден Святого Владимира 3-й степени с мечами (ВП от 26.02.1915)
- мечи к ордену Святого Станислава 2-й степени (ВП от 13.04.1915)
- Георгиевское оружие (ВП от 25.07.1915), — …за то, что в боях 19-го и 20-го февраля 1915 года у д. Кобылин, находясь непрерывно на наблюдательном пункте в сфере исключительной опасности, метким и своевременным огнём сперва остановил яростный натиск противника, занявшего уже наши окопы на важнейшем участке, а затем, развивая этот огонь, выбил противника из этих окопов и дал возможность нашей пехоте вновь их занять.
- мечи к ордену Святой Анны 3-й степени (ВП от 28.07.1915)
- Орден Святого Георгия 4-й степени (ВП от 30.12.1915), — …за то, что в бою 20-го октября 1914 года у д. Малоцентиов, командуя 5-й батареей названной бригады и находясь под сильным сосредоточенным артиллерийским огнём, своими искусными действиями, спокойно и самоотверженно ведя борьбу с 5-ю неприятельскими батареями, часть из них заставил замолчать и, отвлекая на себя огонь остальных батарей противника, дал этим возможность нашей пехоте продвигаться вперёд и выполнить возложенную на неё задачу по оттеснению противника от д. Лехувск.
- мечи к ордену Святого Станислава 3-й степени (ВП от 30.12.1916)
- Мальтийский крест 3-й степени (1920)

Медали:
- «В память царствования императора Александра III» (1896)
- «В память 200-летия Полтавской битвы» (1909)
- «В память 100-летия Отечественной войны 1812 года» (1912)
- «В память 300-летия царствования дома Романовых»» (1913)